# Maximilian Wilhelm Reinhard

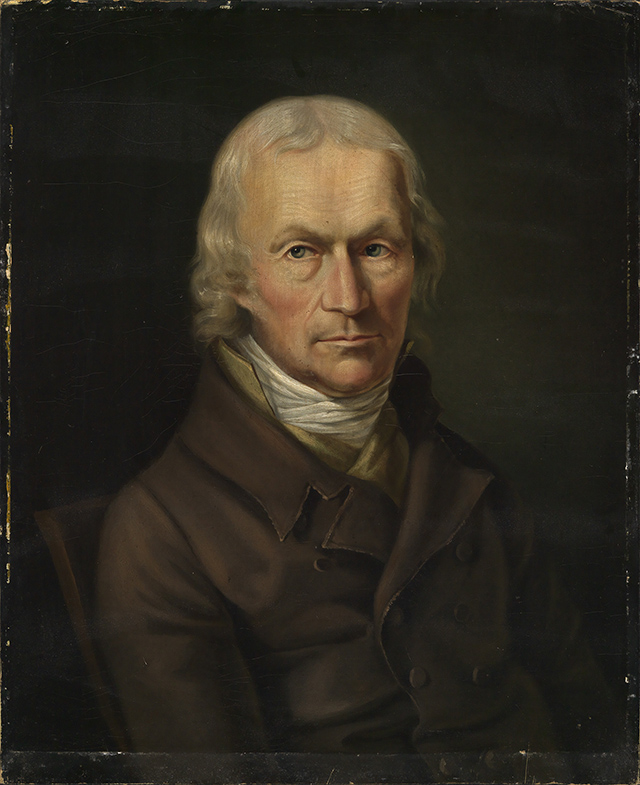
Porträt des Staatsrats Maximilian Wilhelm Reinhard. Gemälde seiner Tochter Sophie Reinhard (um 1810)

Maximilian Wilhelm Reinhard (* 25. Dezember 1748 in Karlsruhe; † 16. Mai 1812 ebenda) war Staatsrat des Großherzogtums Baden.

## Familie
Reinhard war ein Sohn des baden-durlachischen Geheimrats und Staatsrechtlers Johann Jacob Reinhard und dessen Ehefrau Sophia Friederica, geb. Archenholtz. Am 19. August 1774 heiratete er Jacobina Margaretha Pastert, mit der er fünf Kinder hatte:
- Sophie Karoline Friederike Petronella (* 9. Juni 1775; † 17. Dezember 1844); badische Hofmalerin
- Wilhelm Emanuel (* 2. September 1776; † 26. November 1858) ⚭ 26. Juni 1803 Amalia Meier[1]; Jurist und hoher badischer Beamter
- Elisabetha Henrietta, (* 1778)
- Carl Friedrich (* 1780)
- Caroline Sophia Friederica (* 17. Februar 1784; † 20. Dezember 1853) ⚭ 18. Juni 1804 Christoph Jakob Eisenlohr[2] (badischer Hofgerichtspräsident)

Die Familie Reinhard konnte über drei Generationen durch Mitglieder in hohen Ämtern in der Regierung der Markgrafschaft Baden und des Großherzogtums Baden die badischen Geschicke mitgestalten. Die familiäre Verbindung mit den badischen Beamtenfamilien Meier und Eisenlohr zeigt die gute Vernetzung der Familie.
Während seiner Dienstzeit in Lörrach kam die Familie Reinhard in Kontakt zu Johann Peter Hebel der seit 1783 Präzeptoratsvikar am Pädagogium in Lörrach wirkte und der Lateinlehrer der Söhne der Familie war. Der Kontakt wurde auch in Karlsruhe aufrechterhalten.

## Leben
Reinhard trat 1770 als Hofratsassessor in den Dienst der Markgrafschaft Baden-Durlach und übernahm 1772 im Rang eines Hofrats das Amt Kirchberg und vier Jahre später das Amt Birkenfeld. 1782 kam Reinhard nach Lörrach, wo er zunächst Landschreiber und später auch Oberamtsverweser des Oberamts Rötteln wurde. 1792 wurde er als Direktor des Hofgerichts nach Karlsruhe berufen und in den Rang eines wirklichen Geheimrats erhoben. 1807 wurde er Mitglied des Justiz-Departements und Direktor der Staats-Anstalten-Direktion. 1810 übernahm er im Rang eines Staatsrats die Direktion des Lehenshofes.

## Schriften
- Maximilian Wilhelm Reinhard: Das Recht des marggrävlichen Gesamthauses Baden überhaupt, wie auch der Baden-Durlachischen Linie insonderheit, auf die Gravschaft Eberstein, das Städtlein Gernsbach und die Dörfer Staufenberg, Scheuren und Neubürg, Carlsruhe 1762 Digitalisat der BSB München
- Maximilian Wilhelm Reinhard (Übersetzer): Neue Abhandlung von dem Baume Acacia, oder dem Schotendorne. Aus dem Französischen übersetzt. Macklot, Carlsruhe 1766 Google Digitalisat
- Maximilian Wilhelm Reinhard: Nachricht von einer Reise nach Mailand im Jahr 1810. In: Wilhelm Reinhard: Ernst und Laune, aus meinen alten Papieren, Carlsruhe und Baden 1838, 2. Band, S. 91–140 Google Digitalisat